# Акуол Гаранг де Мабіор
Акуол Гаранг де Мабіор — південносуданська кінорежисерка, модель, підприємиця, бджолярка та феміністична активістка проти попиту на проституцію.

## Ранні роки
Де Мабіор є дочкою Джона Гаранга де Мабіора, колишнього головнокомандувача Народної армії визволення Судану, й першої віцепрезидента Судану — та Ребекки Ньянденг Де Мабіор, південносуданської політикині та радниці президента. Її батько загинув у авіакатастрофі в 2005 році. Вона належить до етнічної групи Дінка. Де Мабіор виросла в Найробі, Кенія.
Де Мабіор є аспіранткою Університету Кейптауна. Як студентка вона вивчала кіномистецтво та медіапродакшн, а також мала мінор з написання та гендерних студій. Вона здобуває другий ступінь з теорії та практики кіно.

## Кар'єра
Де Мабіор працювала моделлю з Ice Models South Africa, Why Not Model Management Milan, Elite Paris та MD Management Hamburg. У 2011 році де Мабіор брала участь у показі весняної колекції Max Mara та осінніх показах Вів'єн Вествуд, Sass & bide, Пола Сміта та Валентина Юдашкіна.
У 2012 році вона брала участь у осінніх показах Hermès, Jasper Conran, Жан П'єр Браганза, Луїз Грей та Еміліо де ла Морен та дефілювала на осінніх показах Дамір Дома, Інгрід Власов, Макс Мара, Пітер Дженсен, Агановіч, Дусан, Мартін Грант, Джаспер Конран, Ешлі Ішам, Пако Рабанн, Джулієн Девід, Іссей Міяке та Мауріціо Перкораро. На Паризькому тижні моди у 2012 році вона брала участь у показах Вів'єн Вествуд та Шанель.
У 2012 році вона з'явилася в редакційних матеріалах для Elle, L'Officiel Netherlands, Dazed та була на обкладинці Annabelle. Вона також була частиною короткого фільму Little Black Jacket Book від Шанель.
У 2013 році вона з'явилася в редакційних матеріалах для The City Magazine та The Ones 2 Watch та брала участь у осінніх показах для Costello Tagliapietra, Academy of Art University, DVF, Том Браун, Мара Гоффман та Кусто Дальмау та у весняному показі для Марісси Вебб.
Де Мабіор завершила модельну кар'єру та переїхала до Південної Африки, де працювала над трьома незалежними фільмами. Вона зняла фільм Tomato Soup, який дебютував на Міжнародному кінофестивалі в Дурбані.

## Активізм та підприємництво
Вона є членкинею правління Embrace Dignity, організації з прав жінок, яка виступає за реформу законодавства для припинення торгівлі людьми та попиту на проституцію.
Де Мабіор є бджоляркою та виготовляє бальзам для губ та інші косметичні продукти з бджолиного воску.